# Jan Bruin (cestista)
Jan Jacob Bruin (Amsterdam, 23 febbraio 1937 – Rotterdam, 16 novembre 2023) è stato un cestista e allenatore di pallacanestro olandese.

## Carriera
Con i Paesi Bassi ha disputato tre edizioni dei Campionati europei (1961, 1963, 1967).